# Betatron
Das Betatron, auch Elektronenschleuder genannt, ist ein für elektrisch geladene Teilchen wie Elektronen oder Positronen geeigneter Kreisbeschleuniger und eine frühe Bauform eines Elektronenbeschleunigers. Es wurde zur Strahlentherapie und zur Durchstrahlungsprüfung eingesetzt, jedoch in Folge durch die besser regelbaren Elektronen-Linearbeschleuniger verdrängt.

## Aufbau
Das Betatron ähnelt dem Zyklotron, da die beschleunigten Teilchen durch ein Magnetfeld auf einer Bahn gehalten werden, die bei nicht relativistischer Energie spiralförmig ist, im relativistischen Bereich näherungsweise kreisförmig. Es besitzt jedoch keine Beschleunigungselektroden; stattdessen ist das Magnetfeld zeitlich veränderlich. Nach dem Induktionsgesetz erzeugt eine zeitliche Änderung des magnetischen Flusses ein ringförmiges elektrisches Feld. Mit diesem werden die Elektronen beschleunigt. Der ringförmige Elektronenstrahl stellt die Sekundärspule eines Transformators dar. Die Energiegrenze des Betatrons liegt bei etwa 200 MeV, die Elektronen sind dann hoch relativistisch und haben nahezu Lichtgeschwindigkeit.
Die freien Elektronen zur Beschleunigung stammen aus einer Glühkathode, nicht etwa aus einem radioaktiven Präparat. Das Betatron hat mit Betazerfall nichts zu tun, sondern wurde wegen der Ähnlichkeit des beschleunigten Strahls mit Betastrahlung so benannt.

## Geschichte

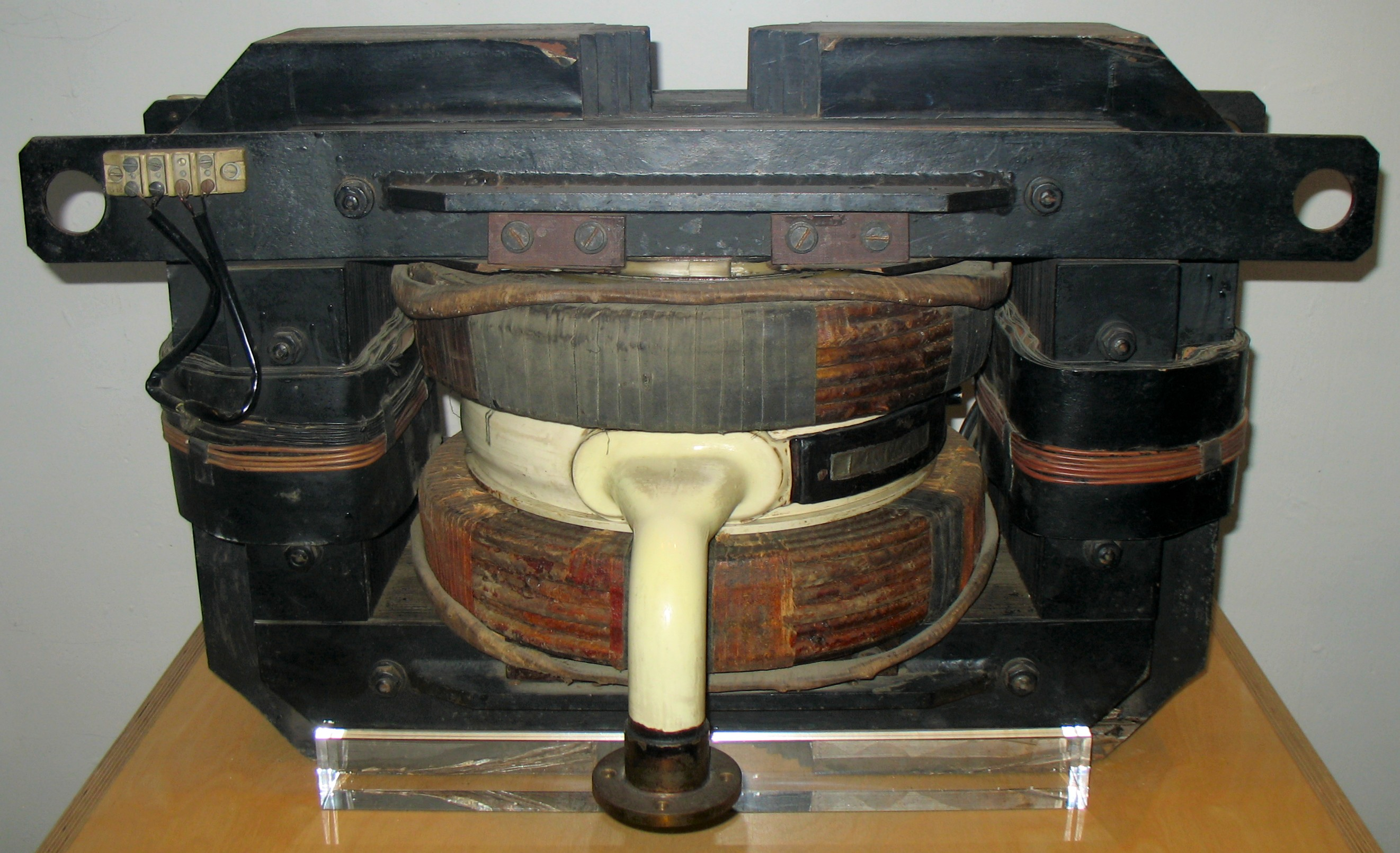
Historisches Betatron
(6 MeV, Konstruktionsbeginn 1942)

Das erste funktionsfähige Betatron wurde 1935 von Max Steenbeck im Forschungslabor der Siemens-Schuckertwerke Berlin entwickelt, jedoch zunächst geheim gehalten und wegen anderer Schwerpunktsetzungen nicht weiterverfolgt.  1940 wurde von Donald William Kerst an der University of Illinois ein Betatron gebaut. Kerst bezog sich in seiner Veröffentlichung im Physical Review ausdrücklich auf Rolf Wideröe, der die Idee zum Betatron bereits in den 1920er Jahren gehabt hatte, nannte aber Steenbecks Arbeit nicht, obwohl er sie sehr wahrscheinlich kannte, da General Electrics damals mit Siemens in Verbindung stand und Steenbecks Arbeit bei GE bekannt war.
1942 begann Konrad Gund bei Siemens-Reiniger in Erlangen mit der Entwicklung des ersten in Deutschland industriell produzierten 6 MeV-Betatrons (s.Abbildung). Es wurde nach dem Krieg 1946 in Göttingen in der Krebstherapie und der Grundlagenphysik eingesetzt. 1943/44 baute Wideröe sein 15 MeV-Betatron, getarnt in einer Hamburger Fabrik. Unter Bombengefahr wechselte er in eine dörfliche Molkerei (Wrist / Holstein), wo die Versuche auch unter britischer Besatzung verdeckt weiterliefen. 1946 kam der Apparat nach Großbritannien.